# ديباك شارما (لاعب كريكت)
ديباك شارما (1 مايو 1984 بدلهي في الهند - ) هو لاعب كريكت هندي.

## وصلات خارجية
- ديباك شارما (لاعب كريكت) على موقع إي آس بي آن كريك إنفو (الإنجليزية)